# Øksnes
Øksnes ist eine Kommune im norwegischen Fylke Nordland. Die Kommune hat 4628 Einwohner (Stand: 1. Januar 2025) und liegt auf der Inselgruppe Vesterålen. Verwaltungssitz ist die Ortschaft Myre.

## Geografie

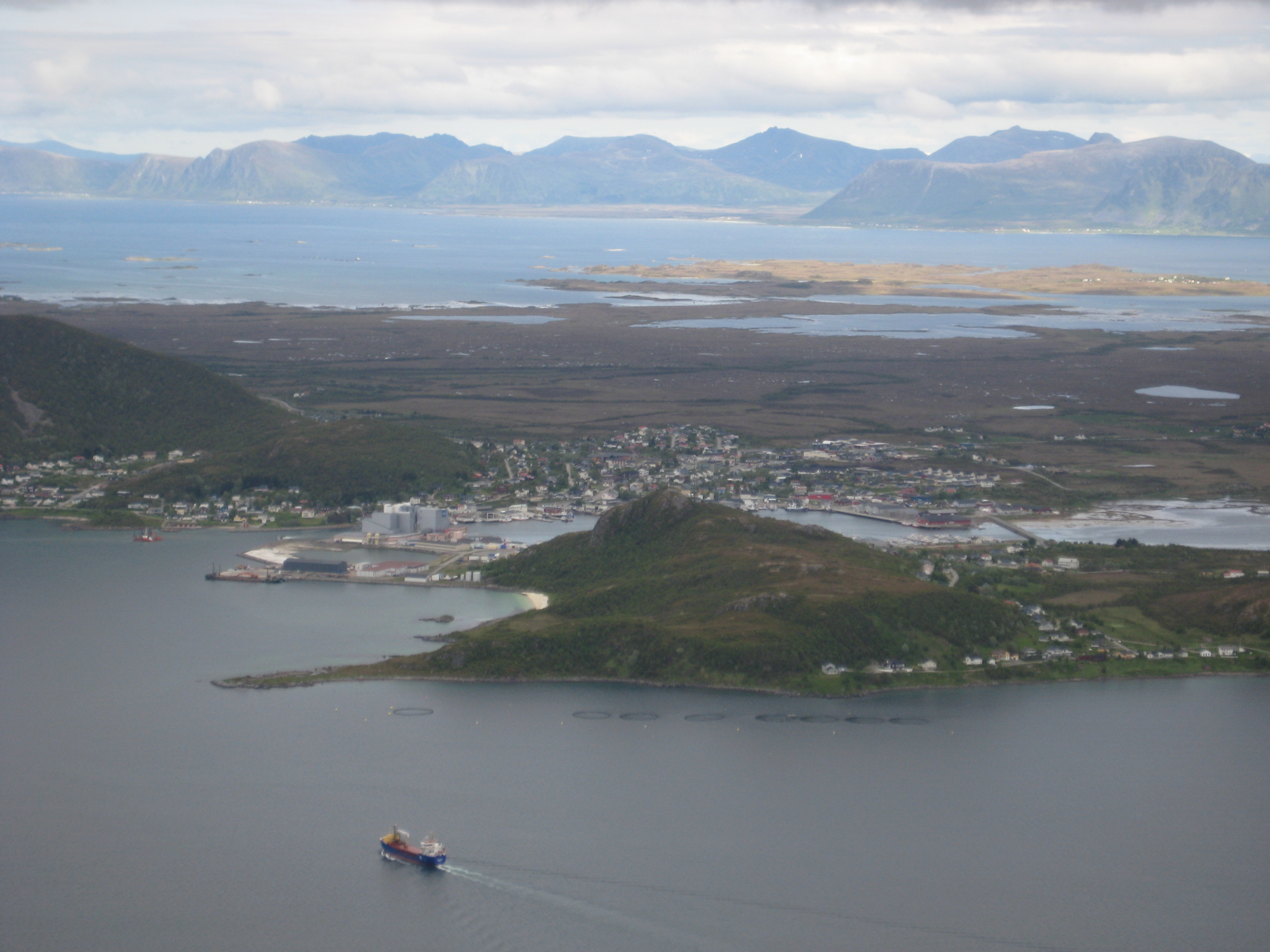
Blick auf Myre und die Moorebene

Die Gemeinde liegt im nördlichen Bereich der Inselgruppe Vesterålen. Einen Teil von Øksnes stellt der Norden der Insel Langøya dar. Zur Kommune gehören zudem mehrere Inseln vollständig, so etwa die Inseln Skogsøya und Gisløya sowie eine Vielzahl weiterer Inseln in der Øksnes Vestbygd, z. B. Dyrøya, Nærøya und Tindsøya. Die Skogsøya ist dabei mit einer Fläche von etwa 32,5 km² die größte. Insgesamt besteht die Øksnes aus etwa 220 Inseln und Schären. Auf der Langøya besteht im Osten und Südosten eine Grenze zur Kommune Sortland, im Südwesten zu Bø. Des Weiteren verläuft im Osten von Øksnes liegenden Fjord Gavlfjord eine Grenze zu Andøy im Meer. Weitere Fjorde im Kommunalgebiet sind unter anderem der Steinlandsfjord und der Romsetfjord, die sich von Westen in die Langøya einschneiden.
Die größeren Inseln von Øksnes sind weitgehend bergig, teilweise gibt es aber breitere Küstenebenen. Die Erhebung Snøkolla stellt mit einer Höhe von 762,76 moh. den höchsten Punkt der Kommune Øksnes dar. Auf der Langøya gibt es so mehrere niedrig gelegene Moorgebiete, das größte innerhalb von Øksnes liegt rund um die Ortschaft Myre im Norden der Insel. Südlich des Moorgebiets liegen die beiden Seen Sørvågvatnet und Alsvågvatnet. Auch andere Inseln der Kommune sind von Mooren durchzogen. Die Gisløya besteht fast komplett aus Moorflächen, auf der Skogsøya finden sich solche Flächen an der Nordküste nördlich des Sees Storvatnet wider.

## Einwohner
Der Großteil der Einwohner lebt im nördlichen Gebiet der Langøya, am dichtesten rund um die Ortschaft Myre. Bis etwa 1980 stieg die Einwohnerzahl schwach an oder hielt sich stabil, danach begann sie zurückzugehen. Die Zahl der Bewohner der Inseln, die nicht ans Verkehrsnetz angebunden sind, sank mit der Zeit hingegen stark. In der Gemeinde liegen zwei sogenannte Tettsteder, also zwei Ansiedlungen, die für statistische Zwecke als eine städtische Siedlung gewertet werden. Diese sind Alsvåg mit 311 und Myre mit 2232 Einwohnern (Stand: 1. Januar 2024). Myre liegt an der Nordwestküste der Langøya, Alsvåg an deren Nordostküste.
Øksnes hat wie viele andere Kommunen der Provinz Nordland weder Nynorsk noch Bokmål als offizielle Sprachform, sondern ist in dieser Frage neutral.
| Jahr          | 1986 | 1990 | 1995 | 2000 | 2005 | 2010 | 2015 | 2020 | 2025 |
| ------------- | ---- | ---- | ---- | ---- | ---- | ---- | ---- | ---- | ---- |
| Einwohnerzahl | 5082 | 4866 | 4790 | 4758 | 4550 | 4438 | 4563 | 4410 | 4628 |

## Geschichte

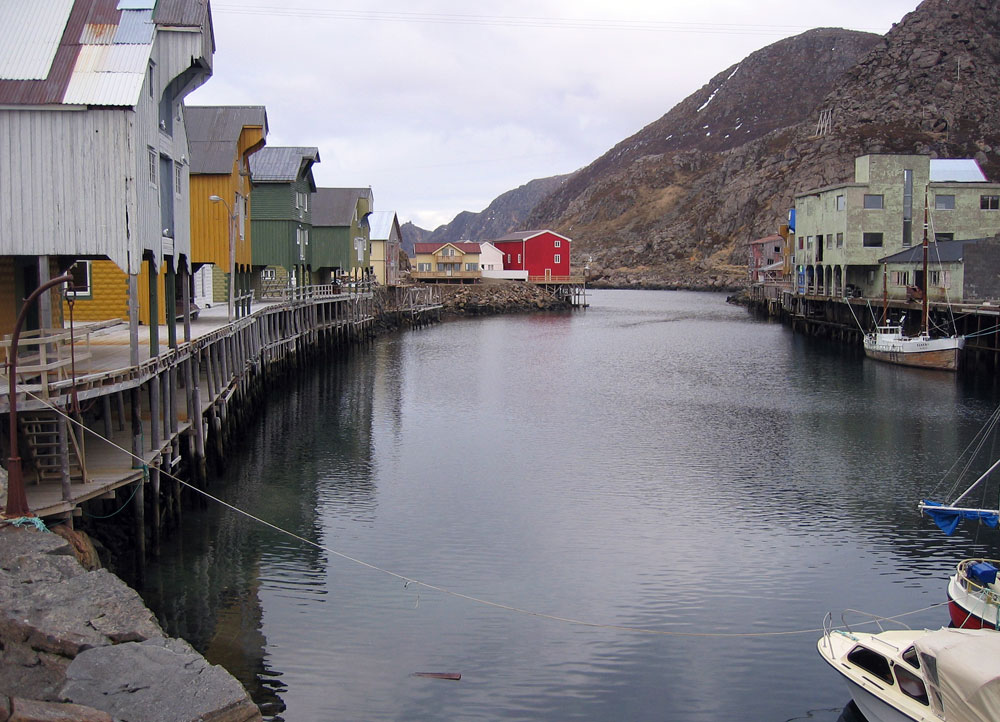
Ehemaliges Fischerdorf Nyksund

Øksnes entstand, nachdem im Jahr 1837 die kommunale Selbstverwaltung eingeführt worden war. Am 1. Januar 1866 wurde ein von 40 Personen bewohntes Gebiet von Øksnes an Bø übergeben. Zum 1. Juli 1919 wurde die Kommune Langenes mit 1085 Einwohnern abgespalten. Øksnes verblieb mit 2296 Personen. Die beiden Kommunen wurden zum 1. Januar 1964 erneut zusammengelegt, nur kleinere Teile beider Gemeinden wurden bei der Zusammenlegung an Bø beziehungsweise Sortland abgegeben. Das von Øksnes ab Bø überführte Areal wurde zu diesem Zeitpunkt 271 bewohnt. Das bei der Fusion eingebrachte Gebiet von Øksnes hatte hingegen 3112 Einwohner, das von Langenes 2037.
Etwas südlich von Myre gibt es einen archäologischen Fund mit 15 Gräbern. In Øksnes befinden sich mehrere Kirchen. Die Øksnes kirke ist eine Holzkirche aus dem Jahr 1796. Sie steht auf der Insel Skogsøya. Ebenfalls aus dem Jahr 1796 stammt die Langenes kirke an der Nordspitze der Langøya. Die Myre kirke hingegen ist aus dem Jahr 1979.
Im Norden der Langøya liegt das Fischerdorf Nyksund, wurde in den 1970er-Jahren zu einem unbewohnten Ort. 1977 wurde es von Berliner Sozialarbeitern für ein Projekt mit straffällig gewordenen Jugendlichen genutzt. Mit der Zeit entwickelte sich das Dorf zu einer bei Touristen beliebten Attraktion und wurde wieder besiedelt.

## Wirtschaft und Infrastruktur

### Verkehr

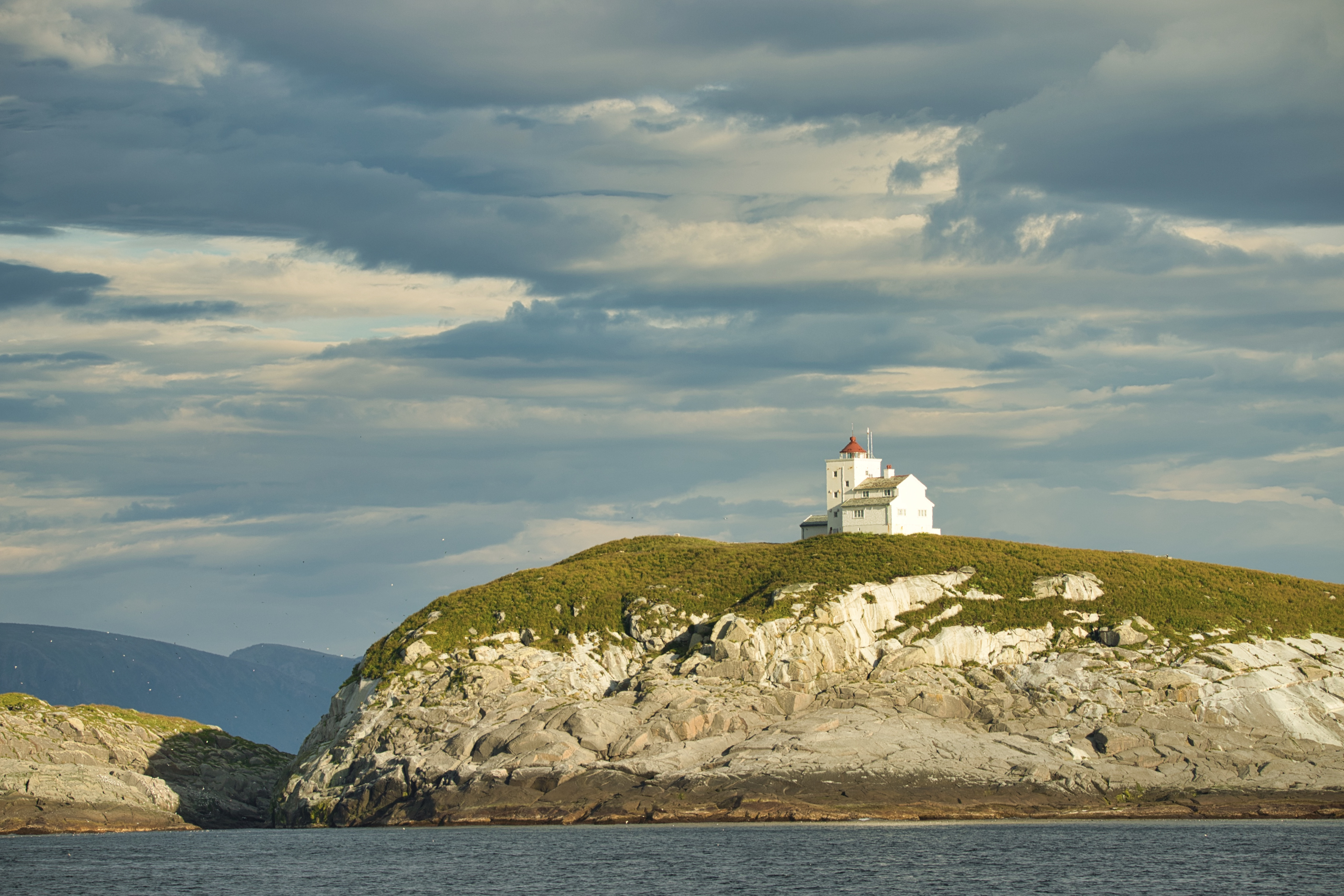
Anda fyr

Auf der Langøya verläuft der Fylkesvei 821 von der Kommune Sortland Richtung Norden in die Kommune Øksnes. In Øksnes führt sie an der Ostküste des Steinlandsfjords in den Norden zur Ortschaft Myre. Von Myre führen Straßen an der Ostküste der Insel bis an die Nordspitze sowie auf die Insel Gisløya. Des Weiteren gibt es eine Fährverbindung von Myre zur Skogsøya. Weiter westlich auf der Langøya verläuft der Fylkesvei 7686 an der Westküste des Romsetfjords und der Fylkesvei 820 führt aus dem Südwesten nach Øksnes.
Der Leuchtturm Anda fyr wurde 1932 auf der Insel Anda nördlich der Langøya erbaut. Er wurde 1987 automatisiert und ist damit seither unbemannt. Der Leuchtturm ist der am spätesten gebaute bemannte Leuchtturm Norwegens. Ein weiterer Leuchtturm in der Kommune ist Meløya fyr, der 1804 erbaut wurde.

### Wirtschaft
Bedeutender Wirtschaftszweig für die Kommune ist die Fischerei. Øksnes gehört dabei zu den größten Fischereigemeinden von Nordland. Neben den mit Fischerbooten im Meer gefangenen Fischen ist auch die Fischzucht von Bedeutung. Von geringerer Bedeutung ist die Landwirtschaft, wobei vor allem Rinder- und Schafshaltung betrieben wird. Im Bereich der Industrie ist vor allem die Lebensmittelindustrie durch die Fischverarbeitungsstätten vertreten. Neben der Fischverarbeitung spielt auch die Produktion von Fischfutter eine größere Rolle. Im Jahr 2020 arbeiteten von 2144 Arbeitstätigen 1746 in Øksnes selbst, weitere 206 waren in der Nachbarkommune Sortland tätig.

## Name und Wappen
Das seit 1986 offizielle Wappen der Kommune zeigt in Gold zwei schwarze nach außen gewendete Angelhaken. Øksnes wurde im Jahr 1381 im Zusammenhang als Yxnes kirkja erwähnt. Der Ursprung des Namens wird im altnordischen Wort yxn (deutsch: Ochsen) vermutet.

## Persönlichkeiten
- Tord Lien (* 1975), Politiker
- Maria Solheim (* 1982), Musikerin
- Ragni Steen Knudsen (* 1995), Volleyballspielerin